# Уоки (Айова)
Уоки (англ. Waukee) — город округа Даллас  американского штата Айдахо. Население составляло 23 940 человек на момент переписи населения США 2020 года. Он является частью статистического района Де-Мойн — Уэст-Де-Мойн.

## Население
| 2010   | 2020    |
| ------ | ------- |
| 13 790 | ↗23 940 |